# Bloomfield (condado de Waushara, Wisconsin)
Bloomfield es un pueblo ubicado en el condado de Waushara en el estado estadounidense de Wisconsin. En el Censo de 2010 tenía una población de 1.052 habitantes y una densidad poblacional de 11,31 personas por km².

## Geografía
Bloomfield se encuentra ubicado en las coordenadas 44°11′42″N 88°56′17″O / 44.19500, -88.93806. Según la Oficina del Censo de los Estados Unidos, Bloomfield tiene una superficie total de 93.01 km², de la cual 91.81 km² corresponden a tierra firme y (1.29%) 1.2 km² es agua.

## Demografía
Según el censo de 2010, había 1.052 personas residiendo en Bloomfield. La densidad de población era de 11,31 hab./km². De los 1.052 habitantes, Bloomfield estaba compuesto por el 98.19% blancos, el 0.1% eran afroamericanos, el 0.19% eran amerindios, el 0.1% eran asiáticos, el 0% eran isleños del Pacífico, el 0.19% eran de otras razas y el 1.24% pertenecían a dos o más razas. Del total de la población el 1.43% eran hispanos o latinos de cualquier raza.